# Eurofighter Typhoon
Eurofighter Typhoon (tidigare EFA och EF200), är ett tvåmotorigt enhetsflygplan som är konstruerat och tillverkas av ett konsortium samägt av Airbus Defence & Space, BAE Systems och Leonardo. Eurofighter Typhoon är ett fjärde generationens stridsflyg. Planet är till stora delar byggt av kolfiber för minimerad vikt. Efter kraftiga förseningar är nu full produktion igång och planet är i operativ tjänst. 
Egentlig utveckling av flygplanet började 1983 med programmet kallat Future European Fighter Aircraft, som samordnades mellan Storbritannien, Tyskland, Frankrike, Italien, och Spanien. På grund av att Frankrike inte var överens gällande driftkrav och design så lämnade landet i juli 1985 programmet för att istället utveckla Dassault Rafale. Den första flygningen ägde rum den 27 mars 1994.

## Varianter
Eurofighter produceras ensitsig eller tvåsitsig, där den tvåsitsiga varianten används i utbildningssyfte, även om den också kan utrustas för uppdrag. Typhoon har tillverkats i flera delserier. Med tiden har flygplanets kapacitet höjts stegvis, där varje uppgradering resulterat i nya standardarder, kallad "block".
Delserie 1 (Tranche 1)
Delserie 1 började tillverkas år 2000.
- Block 1: Initial operativ kapacitet och grundläggande kapacitet för luftförsvar.
- Block 2: Initial jaktkapacitet (eng. "air-to-air capabilities").
- Block 2B: Full jaktkapacitet (eng. "air-to-air capabilities").
- Block 5: Full kapacitet som jakt- och attackflygplan (JA).

Delserie 2 (Tranche 2)
Kontrakt på 236 plan i delserie 2 för 13 miljarder euro tecknades av de fyra deltagande länderna i december 2004. Senare utökades beställningen med uppgradering av 15 plan från delserie 1 för Österrikes räkning. Första flygningen skedde i januari 2008.
- Block 8: Variant för bl.a. missilerna Meteor, Storm Shadow och Taurus.
- Block 10: Första varianten som enhetsflygplan (multiroll).
- Block 15: Andra varianten som enhetsflygplan.

Delserie 3 (Tranche 3)
Delserie 3 baseras på teknik från delserie 2, dock utvecklad för att möta nya hot. Första flygningen skedde 2013.
Delserie 4 (Tranche 4)
Ytterligare uppgraderingar baserade på Tranche 3A, med senaste Captor-E AESA-radar.

## Användare
Italien
- 96 beställda (T1: 28 st, T2: 47 st, T3: 21 st), varav 62 levererades fram till maj 2012, med slutleverans i juni 2022.[4]

 Kuwait
- 28 T3:or beställda.[5] I december 2021 levererades de två första planen i P3Eb-standard med nya E-Scan radar Mk0. 17 levererade i januari 2025.

 Oman
- 12 T3:or beställda i december 2012.[6] Slutleverans skedde 1 april 2019.[7]

 Qatar
- 24 T3:or beställda i december 2017 med påbörjad leverans planerad till 2022.[8] I september 2022 leverades de första fyra planen. Slutleverans planeras till mitten av 2024.[9]

 Saudiarabien
- 72 T2:or beställda, varav 32 har blivit levererade november 2013.[10] Slutleverans skedde 13 juni 2017.[11]

 Spanien
- 73 beställda, varav 51 har blivit levererade november 2013.[12] I juni 2022 beställdes 16 ensitsiga och 4 tvåsitsiga plan i senaste variant för drygt 2 miljarder euro, att ersätta de F-18 som Spaniens flygvapen har på Kanarieöarna. Första leverans planeras till 2026. Efter slutleverans kommer Spanien ha 90 Eurofighter Typhoon.[13]

 Storbritannien
- 160 (T1: 53 st, T2: 67 st, T3: 40 st) beställda, alla levererade i september 2019.[14][15][16] I december 2023 är 102 av 137 plan i drift.[17]

 Tyskland
- 143 beställda, varav 112 har blivit levererade december 2013.[18] Mars 2022 bestämmer sig Tyskland för att beställa 15 Eurofighter ECR för utveckling inom elektronisk krigföring.[19]

 Österrike
- 15 T1:or levererade[20], varav alla senare uppgraderade till T2:or. Tre till beställda i september 2022.[21]
  - Überwachungsgeschwader[22]

## Galleri

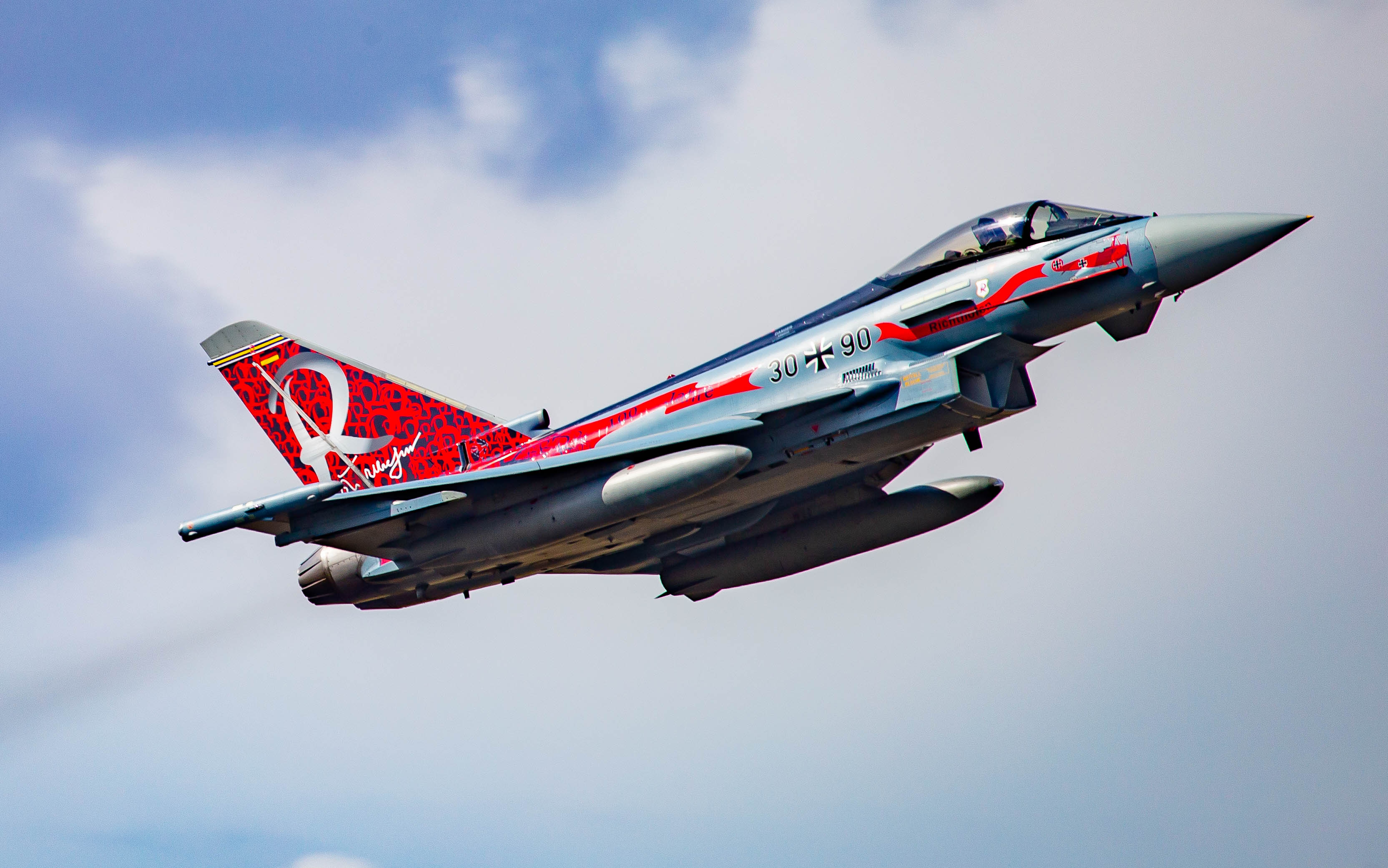
Tysk Typhoon.
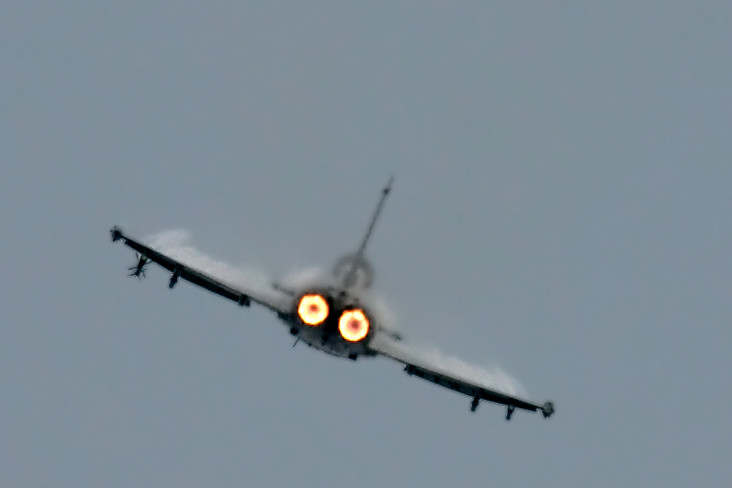
Italiensk Typhoon.
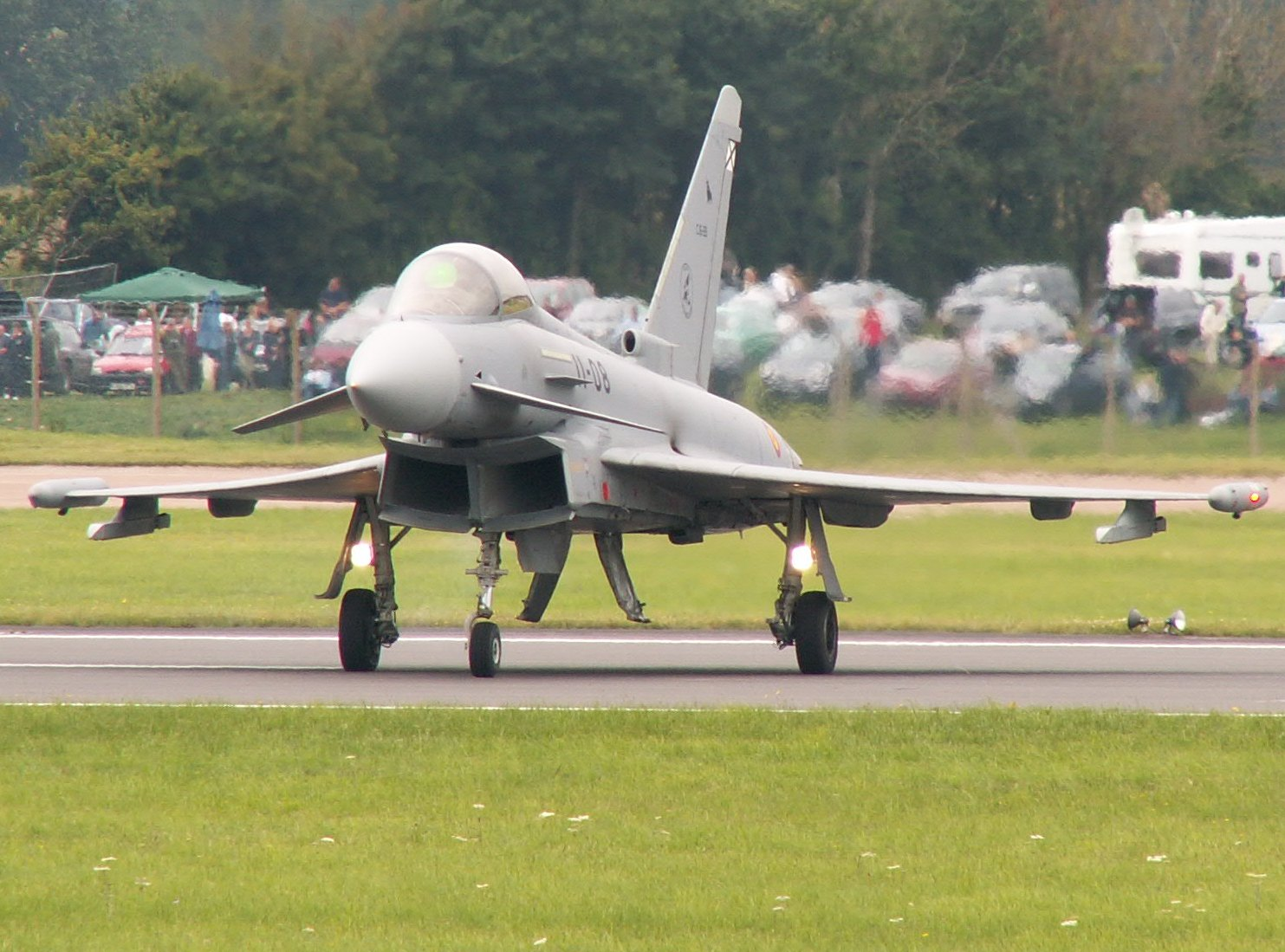
Spansk Typhoon.
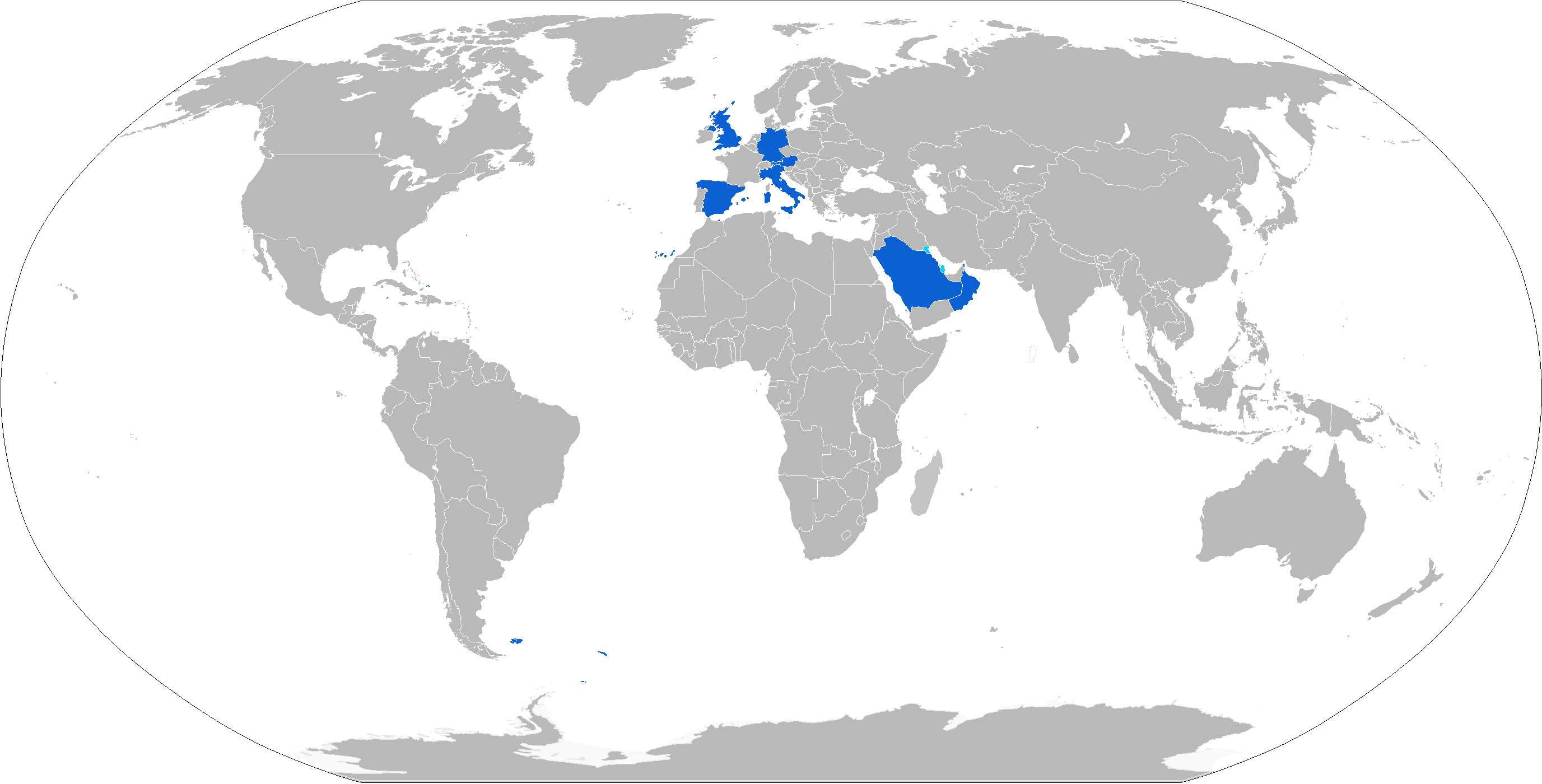
Länder som använder eller som har beställt Eurofighter Typhoon.